# ABN AMRO
ABN AMRO é um banco comercial e de investimentos dos Países Baixos. Com sede localizada na capital holandesa, Amsterdã, é o produto de uma longa história de fusões e aquisições que datam do século XVIII. O ABN AMRO é o terceiro maior banco do país, medido pelo total do balanço. O banco tem suas ações listadas no índice AEX.
Em 2007, o ABN AMRO era o segundo maior banco da Holanda e o oitavo maior da Europa em número de ativos. Naquela época, a revista The Banker e Fortune Global 500 colocou-o em 15º lugar na lista dos maiores bancos do mundo e tinha operações em 63 países, com mais de 110.000 funcionários.

## História

### Criação

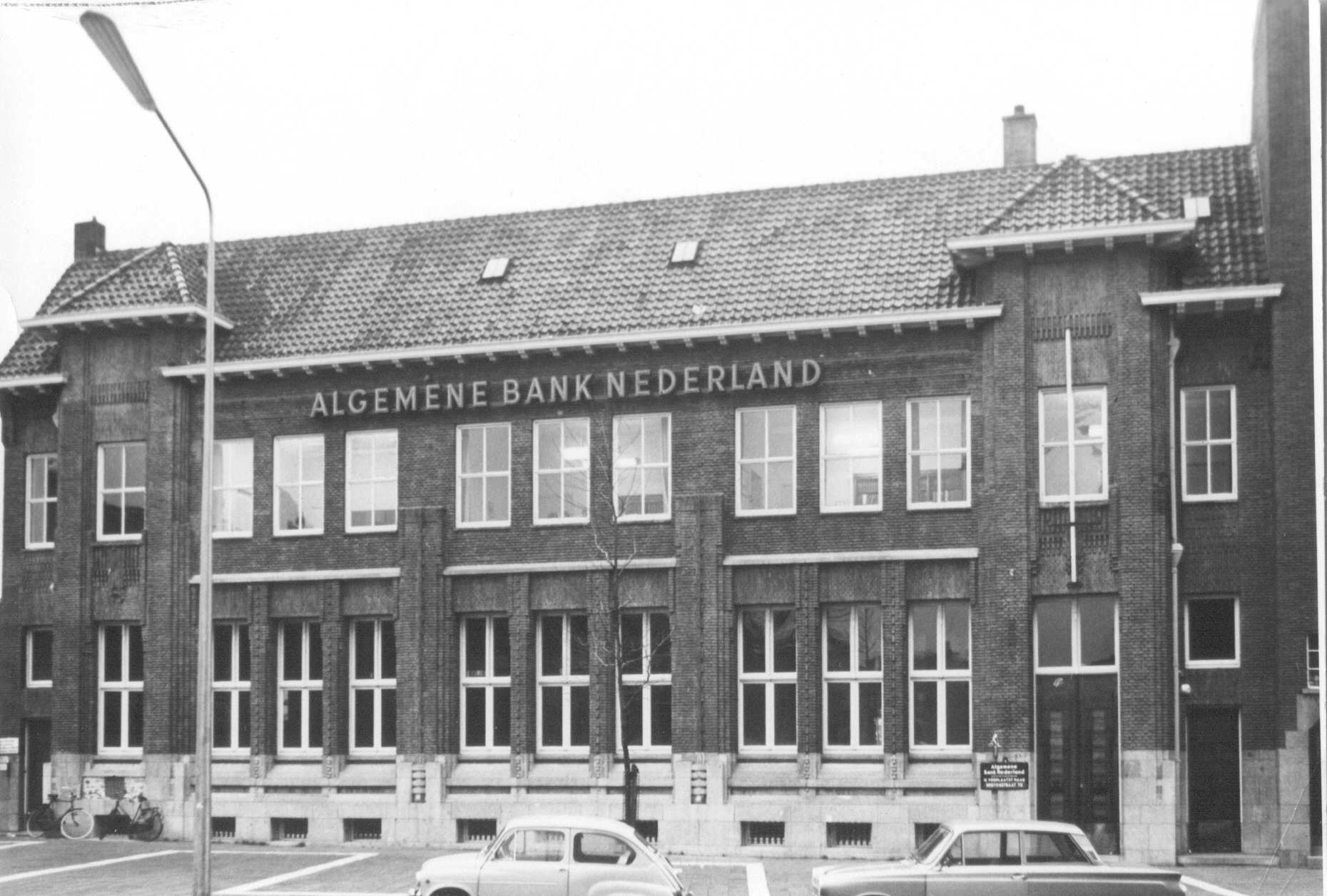
Fachada do Algemene Bank Nederland em Nimegue

As origens do banco remontam ao século XIX quando, em 1824, o rei Guilherme I fundou a Nederlandsche Handel-Maatschappij (NHM), uma empresa comercial para reviver a econômia do país e reestabelecer o comércio com outros países e antigas colônias neerlandesas, principamente as Índias Orientais Holandesas. Esta empresa tornou-se um dos principais ancestrais do ABN AMRO. Em 1964, o NHM fundiu-se com o Twentsche Bank, formando o Algemene Bank Nederland (ABN). No mesmo ano, o Amsterdamsche Bank, estabelecido em 1871, fundiu-se com o Rotterdamsche Bank, estabelecido em 1873 (como parte da fusão que incluiu Determeijer Weslingh & Zn. de 1765), formando o banco Amsterdamsche en Rotterdamsche Bank (AMRO).
Em 22 de setembro de 1991, ocorreu uma fusão entre os dois maiores bancos dos Países Baixos: Algemene Bank Netherland (ABN) e Amsterdam-Rotterdam Bank (AMRO), o que resultou na criação do ABN AMRO. Em 1993, duas de suas subsidiárias - Bank Mees & Hope e Pierson, Heldring & Pierson - fundiram-se para formar o banco MeesPierson.

### Crescimento

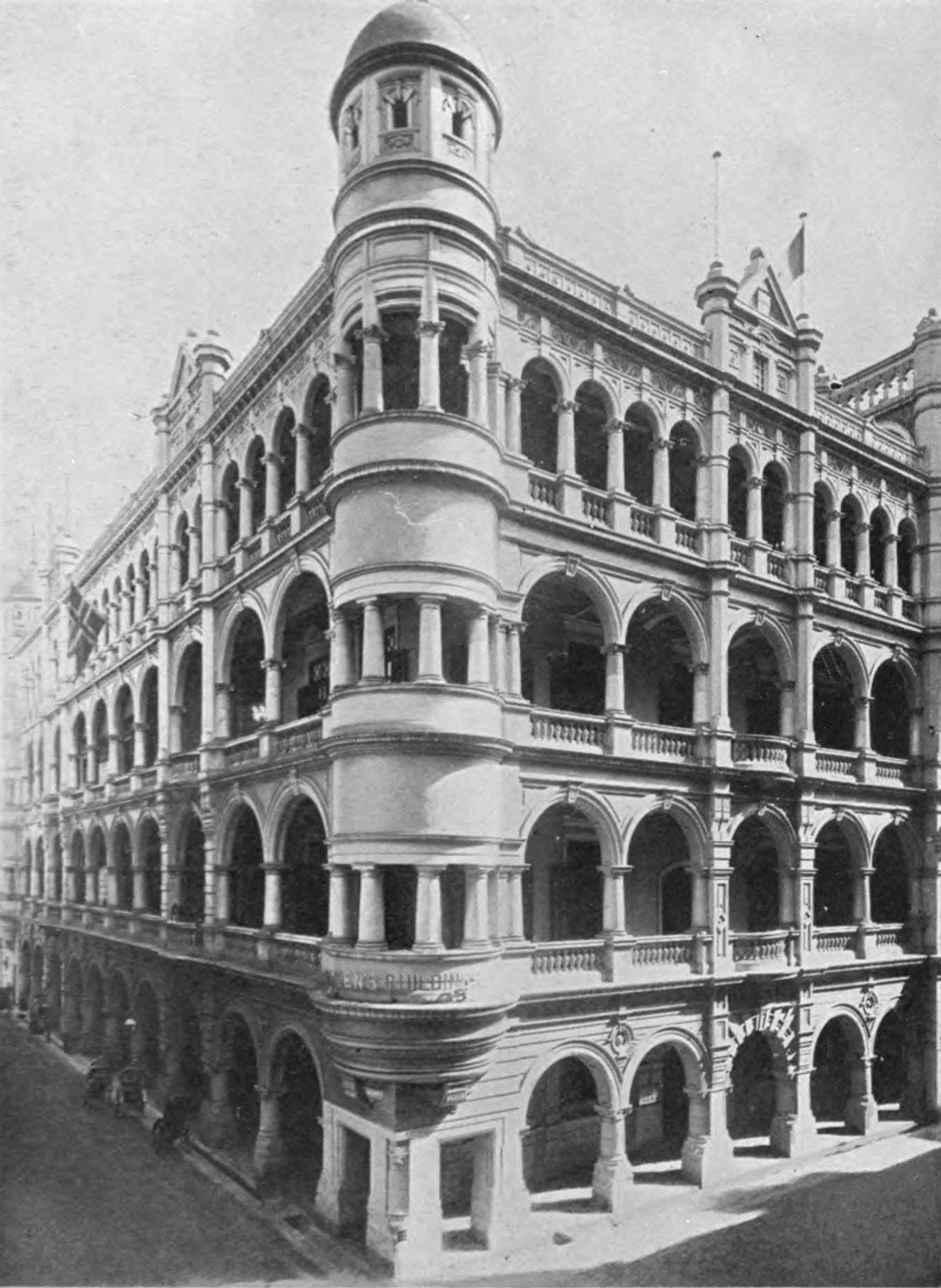
Filial da NHM em Hong Kong

Por meio dessas fusões e aquisições, o ABN AMRO ganhou um grande número de empresas e filiais no exterior. Da NHM, o banco possuía uma rede significativa de agências na Ásia e no Oriente Médio. Um deles, o Saudi Hollandi Bank era propriedade da NHM Jeddah e no qual o ABN AMRO ainda detinha uma participação de 40%. Outro, o Hollandsche Bank-Unie (HBU), que surgiu da fusão do Hollandsche Bank voor de Middellandsche Zee (HBMZ) e do Hollandsche Zuid-Amerika Bank em 1933, deu ao ABN AMRO uma extensa rede de agências na América do Sul e Central. Em 1979, o ABN expandiu suas atividades para a América do Norte com a aquisição do LaSalle National Bank, com sede em Chicago.
Após a fusão do ABN e do AMRO Bank em 1991, a corporação continuou a crescer por meio de uma série de outras aquisições, incluindo a compra do Standard Federal Bank, sediado em Detroit, em 1996. Em seguida, cinco anos depois, seguido pela aquisição de seu concorrente Michigan National Bank, que foi rebatizado como Standard Federal. Em 2005, o Standard Federal tornou-se o LaSalle Bank Midwest para unir os dois componentes.
O ABN AMRO comprou a The Chicago Corporation, uma empresa americana de negociação e compensação de títulos e commodities no outono de 1995.
Outras aquisições importantes incluíram o banco brasileiro Banco Real em 1998 e o banco italiano Antonveneta em 2006.

### Aquisição e desmembramento
Em 20 de março de 2007, o banco britânico Barclays e o ABN AMRO confirmaram que estavam em negociações exclusivas sobre uma possível fusão.
No entanto, em 18 de abril, outro banco britânico, o Royal Bank of Scotland (RBS) contatou o ABN AMRO para propor um acordo, no qual um consórcio de bancos, incluindo o RBS, o Fortis e o Banco Santander Central Hispano (agora Banco Santander) (RFS) faria uma oferta conjunta pelo ABN AMRO e, posteriormente, dividiria os componentes da empresa entre eles. Pelo acordo proposto, o RBS receberia as operações do ABN AMRO nos Estados Unidos, o LaSalle, e as operações de atacado do ABN AMRO; o Banco Santander ficaria com as operações brasileiras; e Fortis com as operações holandesas. 
Em 23 de abril, o ABN AMRO e o Barclays anunciaram a proposta de aquisição do ABN AMRO pelo Barclays. O negócio foi avaliado em € 67 bilhões e incluiu a venda do LaSalle Bank para o Bank of America por € 21 bilhões.
A venda do LaSalle foi vista como uma forma de bloquear a oferta do RBS, que dependia de um maior acesso aos mercados dos EUA, a fim de expandir o sucesso das marcas americanas existentes do grupo, Citizens Bank e Charter One.
Em 23 de julho de 2007, o Barclays aumentou sua oferta pelo ABN AMRO para € 67,5 bilhões, depois de garantir investimentos dos governos da China e de Cingapura, mas ainda estava aquém da oferta do consórcio RFS. A oferta revisada da Barclay valia € 35,73 por ação - 4,3% a mais do que a oferta anterior. A oferta, que incluiu 37% em dinheiro, ficou abaixo da oferta de € 38,40 por ação feita na semana anterior pelo consórcio RFS.
Em 30 de julho de 2007, o ABN AMRO retirou o seu apoio à oferta do Barclays, que era inferior à oferta do grupo liderado pelo RBS. Embora a oferta do Barclays correspondesse à "visão estratégica" do ABN AMRO, o conselho não poderia recomendá-la do "ponto de vista financeiro". A oferta de US $ 98,3 bilhões do RBS, Fortis e Banco Santander foi 9,8% maior do que a oferta do Barclays.
O Barclays Bank retirou sua oferta pelo ABN AMRO em 5 de outubro, abrindo caminho para a proposta do consórcio liderado pelo RBS ser aprovada, juntamente com o desmembramento planejado do ABN AMRO. O Fortis receberia as operações holandesas e belgas do ABN AMRO, o Banco Santander receberia o Banco Real no Brasil e o Banca Antonveneta na Itália e o RBS receberia a divisão de atacado do ABN AMRO e todas as outras operações, incluindo aquelas na Ásia.

### Nacionalização
Em decorrência da crise do subprime que resultou na Grande Recessão o Fortis, que havia adquirido o ABN AMRO, encontrava-se em sérios problemas financeiros. Em setembro de 2008, os ministros das finanças da Bélgica, Holanda e Luxemburgo negociaram um acordo para salvar o Fortis. Após o acordo ter sido firmado entre os três países, o gabinete Balkenende IV nacionalizou em 4 de outubro de 2008 a parte holandesa do Fortis composta por várias companhias de seguros e a rede bancária do Fortis (Fortis Nederland) e do ABN AMRO que operava no seu território. Depois, o governo holandês fundiu o Fortis Nederland com o ABN AMRO.

### IPO e aquisições
Em 20 de november de 2015, o Governo dos Países Baixos levou vinte porcento das ações do ABN AMRO à Bolsa de Valores de Amsterdã, por meio de uma oferta pública inicial (IPO), que gerou 3,3 bilhões de euro para o Estado Neerlandês. Com a emissão de ações o banco voltou a ser listado no AEX Index.
Aproximadamente um ano depois, em 29 de maio 2024, ABN AMRO comprou o banco privado alemão Hauck Aufhäuser Lampe (HAL) por 672 milhões de euro, aumentando assim sua presença no país vizinho. Em fevereiro de 2025, o banco comprou o aplicativo de investimentos BUX e, em 3 de junho, lançou um banco digital para jovens chamado BUUT, visando concorrer com outras opções no mercado, como Bunq en Revolut. No mesmo ano, ABN AMRO tinha 375 dependências bancárias e estava presente em vinte um países.

### Presença no Brasil
No Brasil, a história do ABN AMRO Bank começou em 1917, com a chegada do Banco Holandês da América do Sul às cidades do Rio de Janeiro e Santos. Em 1963, a instituição adquiriu 50% das ações da Aymoré Financiamentos, e mudou de nome para ABN AMRO Bank em 1993.
Em 1971, o Banco da Lavoura de Minas Gerais muda de nome para Banco Real, dois anos depois de se estabelecer em São Paulo, sendo depois comprado, juntamente com o Banco do Estado de Pernambuco pelo ABN AMRO Bank, em 1998.
A integração das duas instituições foi concluída em 2000. Em 2001 ABN AMRO adquiriu o Banco do Estado da Paraíba por meio de um leilão realizado em 8 de novembro de 2001 por R$ 76,5 milhões. Em 2003 o grupo adquiriu o Banco Sudameris. Em 2007 é vendido para o consórcio formado pelo Royal Bank of Scotland, pelo espanhol Santander e pelo belgo-holandês Fortis.
No ano de 2010, o banco ABN AMRO ressurgiu após o banco Fortis ter sido resgatado pelos governos belga e holandês. Logo em seguida, o banco voltou a ter presença no Brasil através de um escritório de representação. Em 2013, o ABN AMRO concluiu a aquisição do Banco CR2 e voltou a ser um banco no Brasil.